# Раффлз-Сити (Чэнду)
Раффлз-Сити (Raffles City Chengdu, 成都来福士广场) — многофункциональный комплекс, расположенный в деловом центре китайского города Чэнду (район Ухоу, напротив Сычуаньского стадиона). Построен в 2012 году в стиле модернизма. Состоит из пяти высотных башен и многоуровневого торгового центра. Архитекторами комплекса выступили американская компания Steven Holl Architects и Китайская академия строительных исследований, застройщиком — China Construction Third Engineering Bureau, владельцем является сингапурская инвестиционная группа CapitaLand.
В 2013 году комплекс Раффлз-Сити в Чэнду получил премию Совета по высотным зданиям и городской среде как лучшее высотное здание Азии и Австралии.  

## Структура
Подиум комплекса расположен на нескольких уровнях, между которыми проложены лестницы и переходы. Внутри комплекса создано общественное пространство с прогулочной зоной, скверами, фонтанами и прудами. Фасады зданий выполнены из белого бетона и стекла. Нижний уровень занимает шестиэтажный торговый центр и автомобильный паркинг. 
- 29-этажная офисная башня № 1 (123 м)[6]
- 29-этажная офисная башня № 2 (123 м)[7]
- 33-этажная офисная башня № 3 (112 м)[8]
- 34-этажная гостиничная башня The Ascott (118 м)[9][10]
- 33-этажная башня обслуживаемых апартаментов (112 м)[11]
- Торговый центр Raffles City’s Shopping Mall

## Галерея

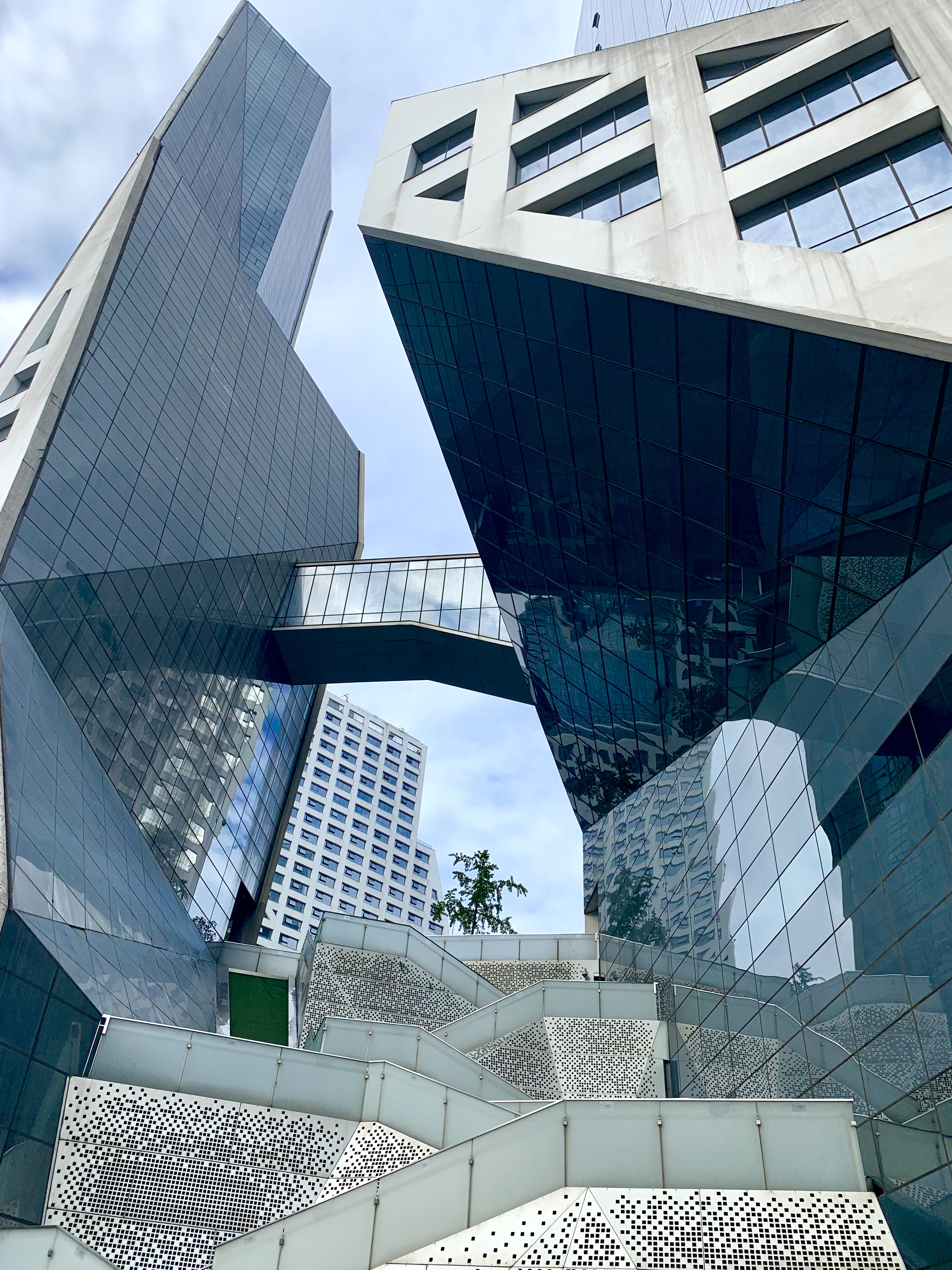
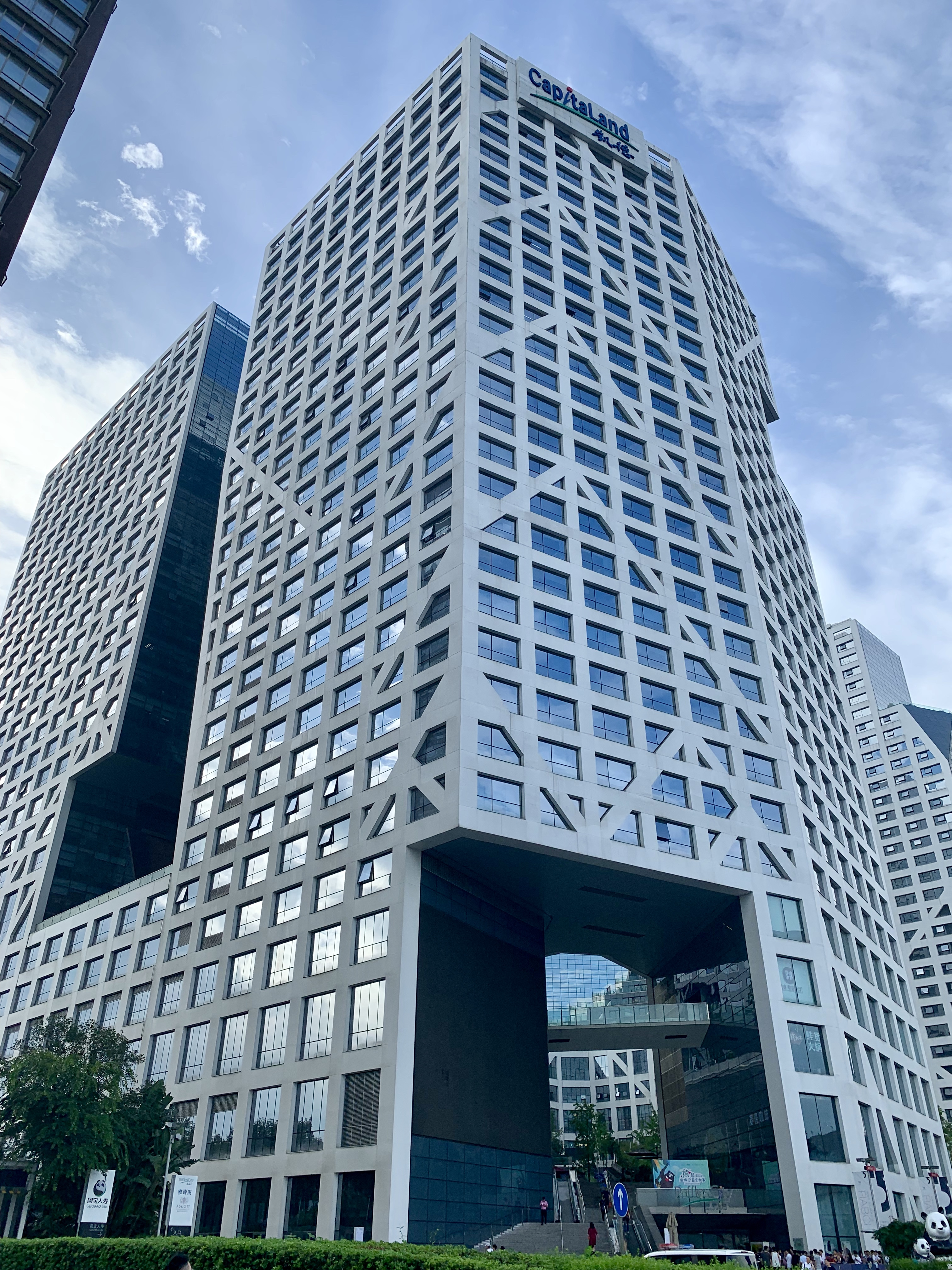
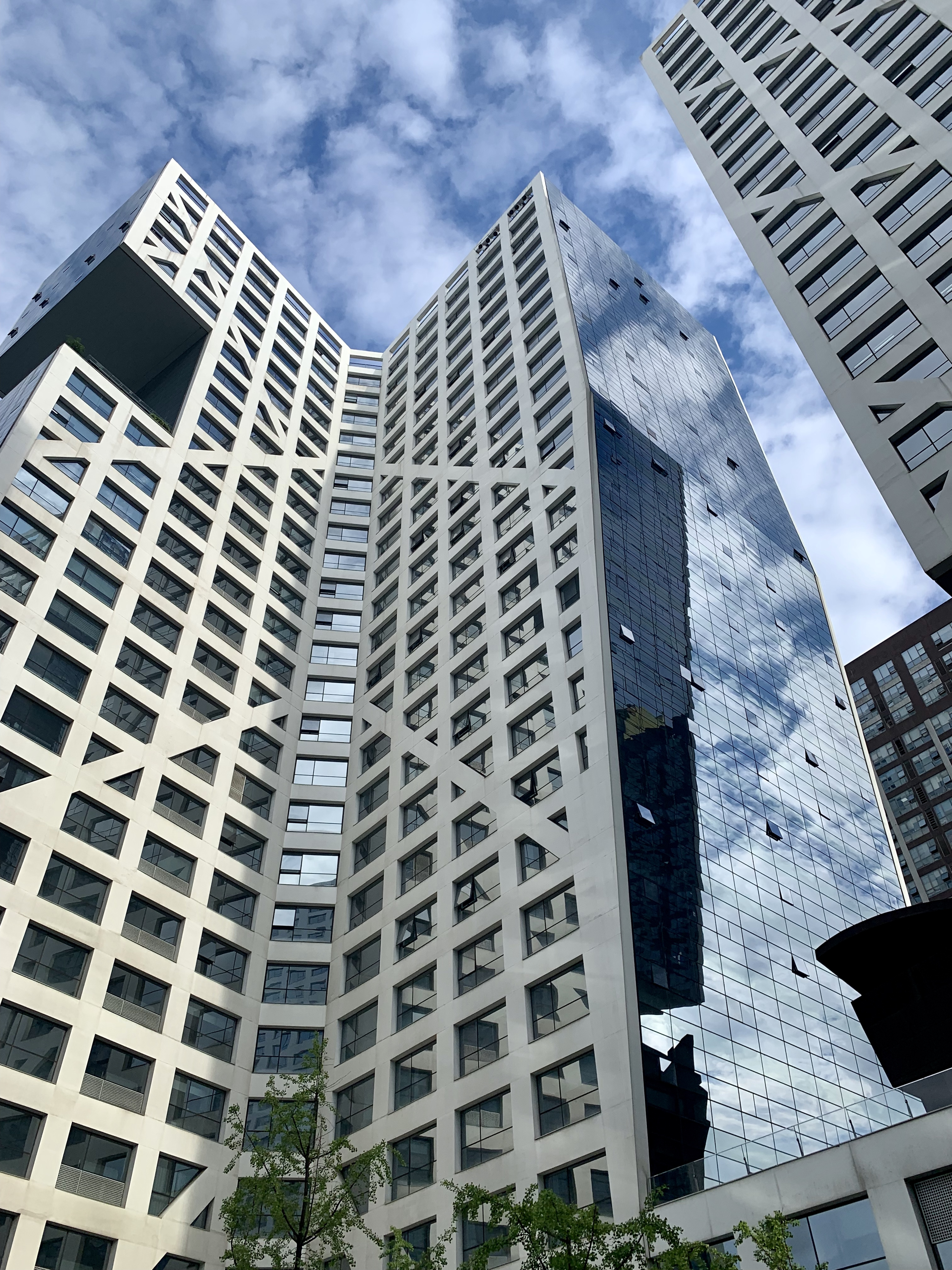
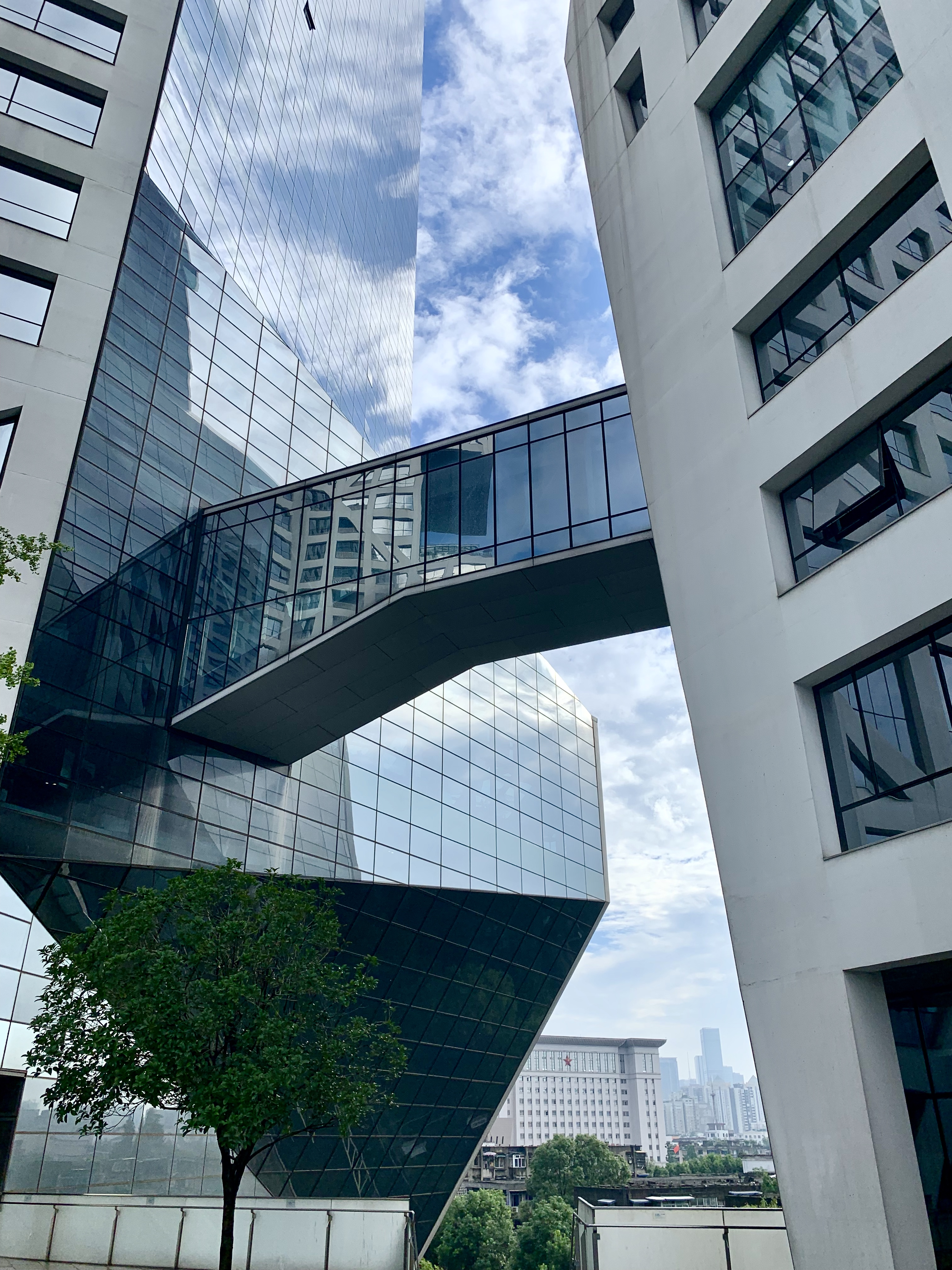

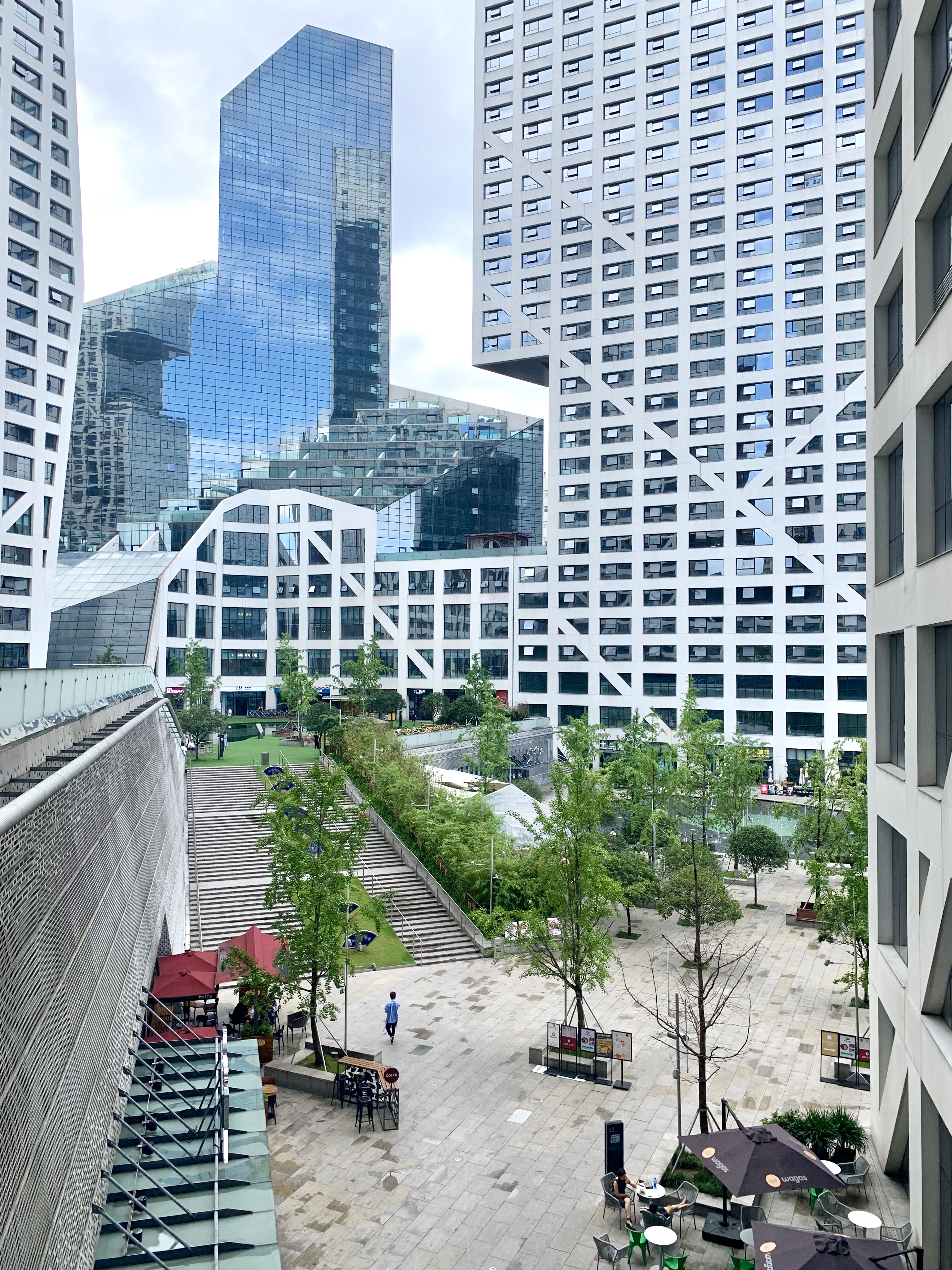
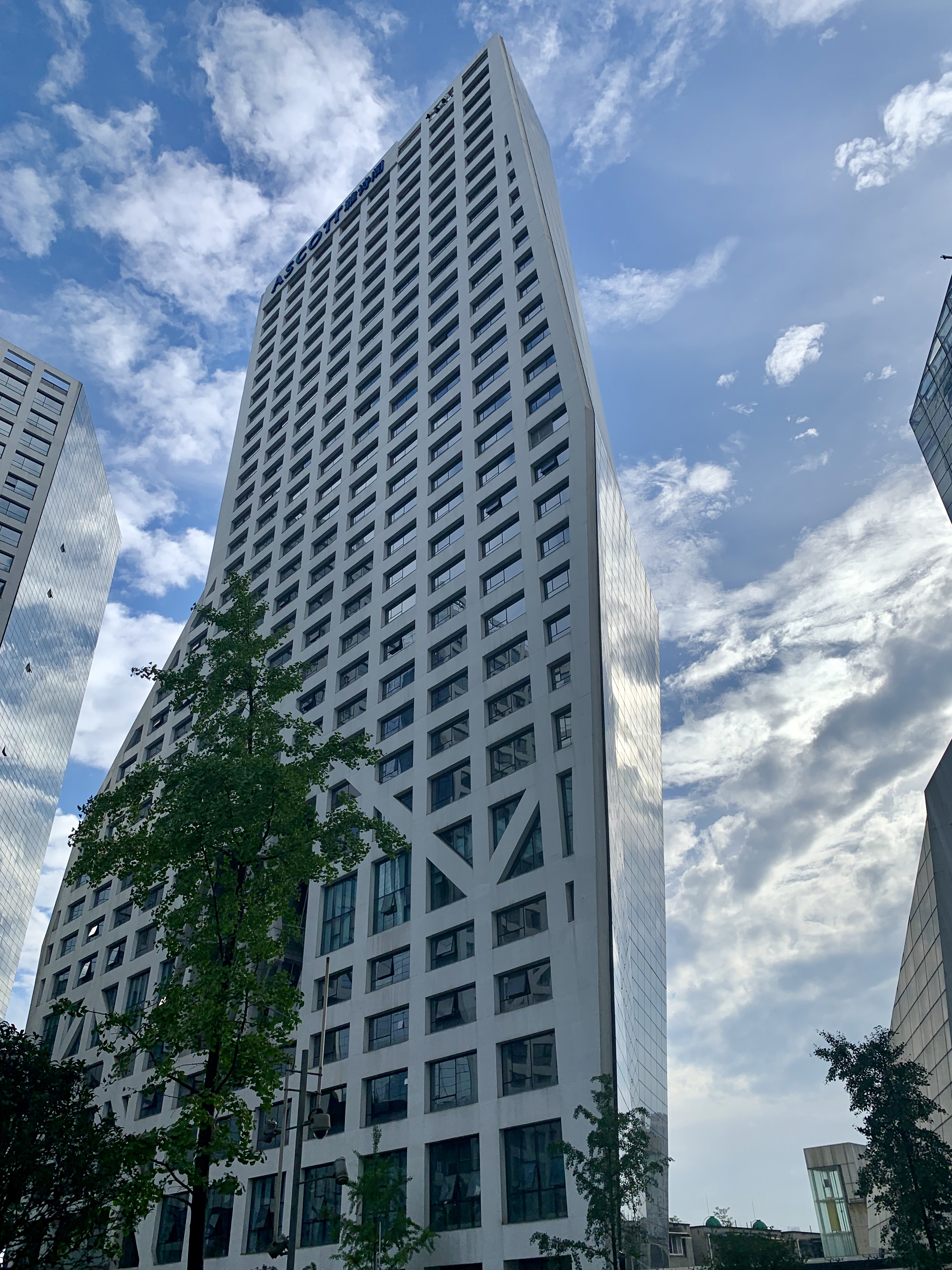
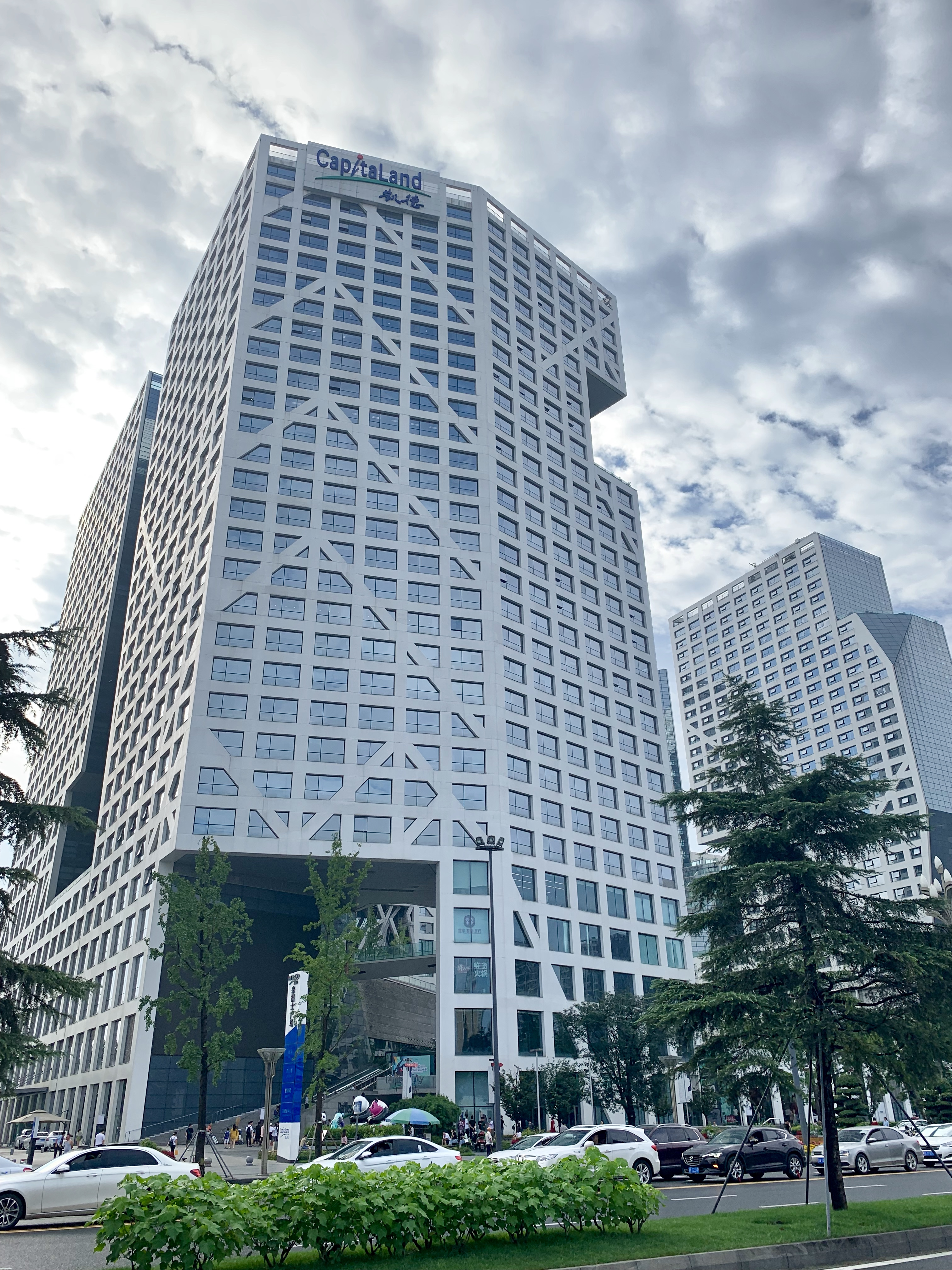
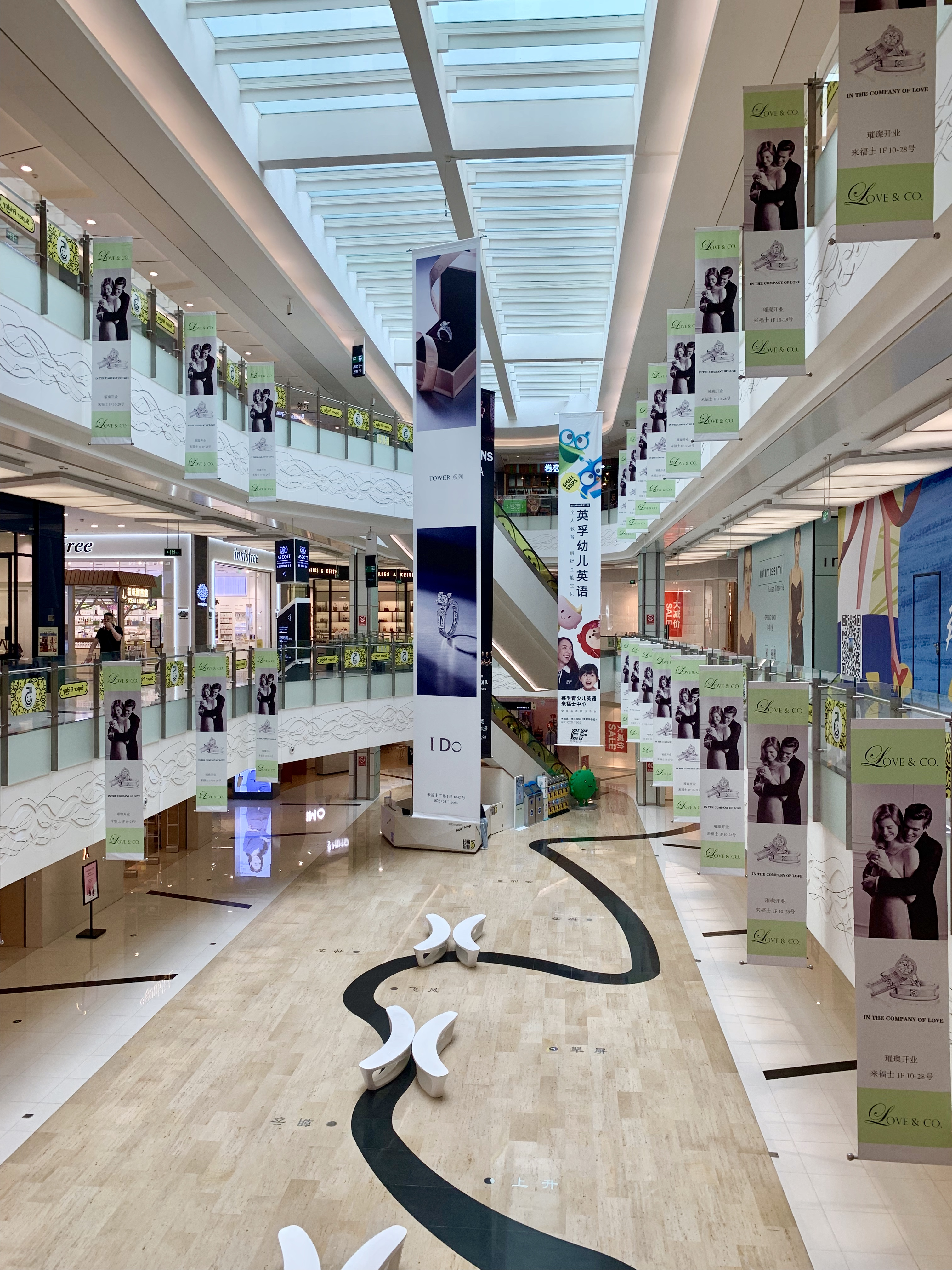

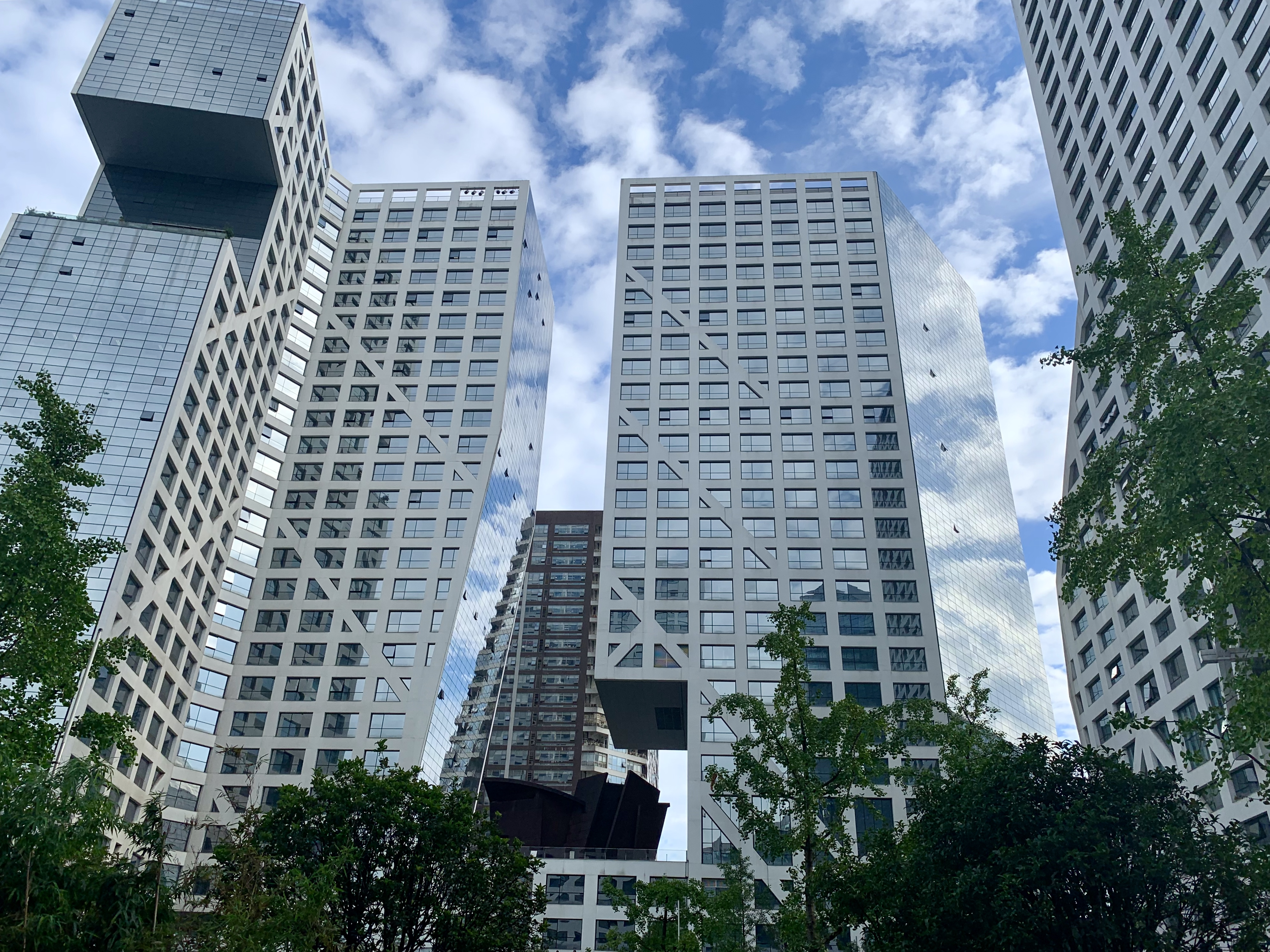
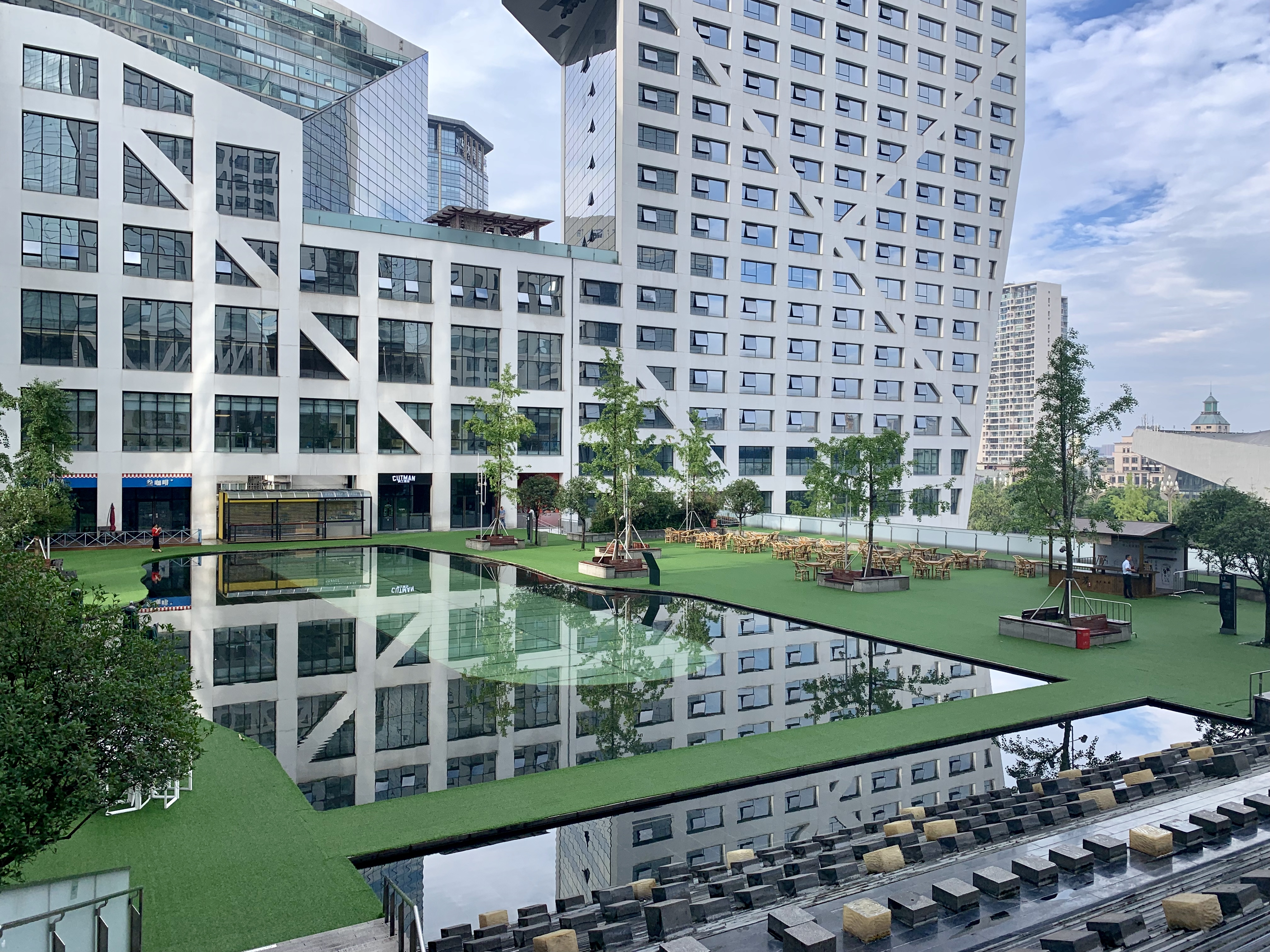
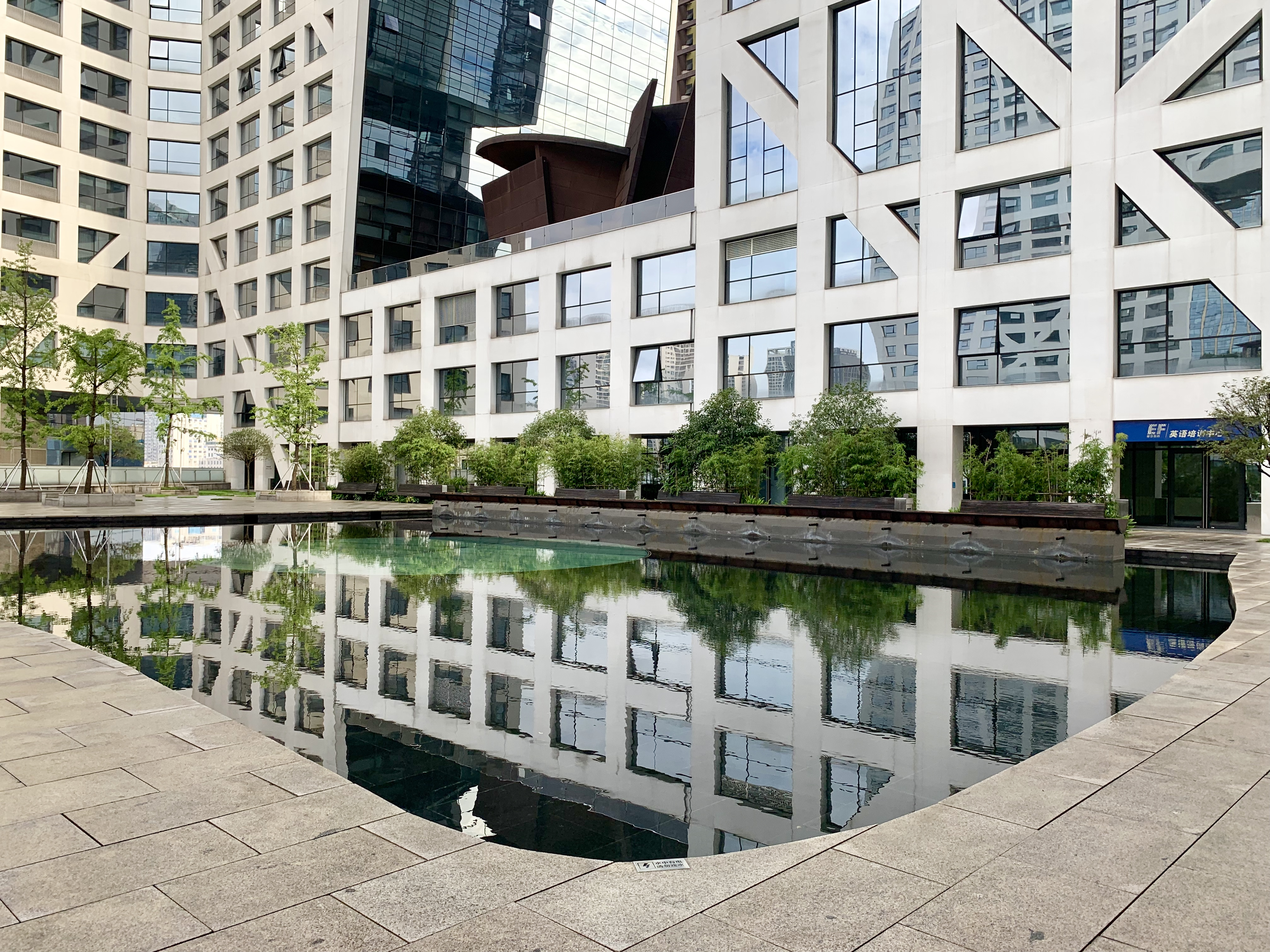
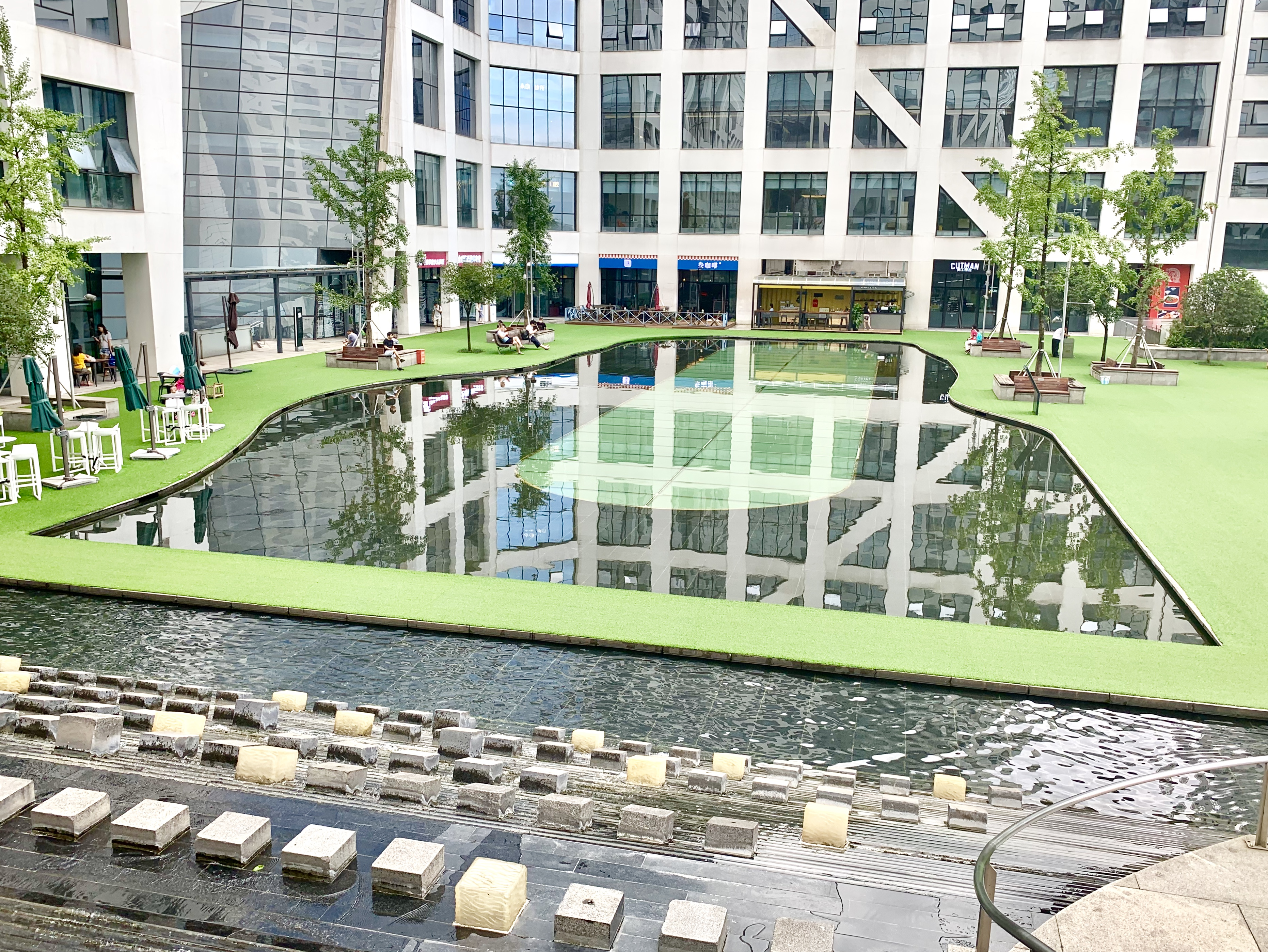